# Чемпионат Саудовской Аравии по футболу 2020/2021
Саудовская Про-лига 2020/2021 — 45-я Саудовская Профессиональная лига, с момента её основания в 1976 году. Сезон начался 17 октября 2020 года в результате переноса окончания предыдущего сезона из-за пандемии COVID-19. Матчи сезона 2020-21 были объявлены 29 сентября 2020 года.
Аль-Хиляль являются действующими чемпионами после победы в Про Лиге в 16-й раз в прошлом сезоне. Аль-Айн, Аль-Батин  и Аль-Кадисия присоединяются в качестве трех промоутеров из Лиги МС 2019-20. Они заменяют Аль-Адалу, Аль-Фейху и Аль-Хазм, которые вылетели в 2020-21 годы.
29 марта Министерство спорта объявило, что болельщикам будет разрешено вернуться на стадионы на последние три раунда матчей с максимальной вместимостью 40%.
23 мая Аль-Хиляль завоевал свой семнадцатый чемпионский титул с одним матчем в запасе после победы 1:0 над Аль-Тавуном. Это был второй подряд титул клуба и четвёртый за последние пять сезонов. Аль-Айн были первой командой, которая вылетела из Лиги после поражения со счётом 2:0 в Ан-Наср 14 мая. В финальном матче Аль-Кадисия и Аль-Вихдат были понижены после ничьи с Абхой и поражения противАль-Шабаба соответственно.

## Турнирная таблица
| М  | Команда     | И  | В  | Н  | П  | Мячи    | ±   | О  | Примечания                              |
| -- | ----------- | -- | -- | -- | -- | ------- | --- | -- | --------------------------------------- |
| 1  | Аль-Хиляль  | 30 | 18 | 7  | 5  | 60 − 27 | +33 | 61 | Групповой раунд Лиги чемпионов АФК 2022 |
| 2  | Аль-Шабаб   | 30 | 17 | 6  | 7  | 68 − 43 | +25 | 57 | Групповой раунд Лиги чемпионов АФК 2022 |
| 3  | Аль-Иттихад | 30 | 15 | 11 | 4  | 45 − 29 | +16 | 56 |                                         |
| 4  | Аль-Таавун  | 30 | 16 | 1  | 13 | 45 − 40 | +5  | 49 | Раунд плей-офф Лиги чемпионов АФК 2022  |
| 5  | Аль-Иттифак | 30 | 14 | 5  | 11 | 50 − 48 | +2  | 47 |                                         |
| 6  | Аль-Наср    | 30 | 13 | 7  | 10 | 53 − 40 | +13 | 46 |                                         |
| 7  | Аль-Фатех   | 30 | 12 | 6  | 12 | 55 − 55 | 0   | 42 |                                         |
| 8  | Аль-Ахли    | 30 | 11 | 6  | 13 | 44 − 56 | −12 | 39 |                                         |
| 9  | Аль-Фейсали | 30 | 9  | 9  | 12 | 42 − 47 | −5  | 36 | Групповой раунд Лиги чемпионов АФК 2022 |
| 10 | Аль-Раед    | 29 | 10 | 5  | 14 | 44 − 47 | −3  | 35 |                                         |
| 11 | Дамак       | 30 | 9  | 9  | 12 | 43 − 48 | −5  | 36 |                                         |
| 12 | Аль-Батин   | 30 | 9  | 9  | 12 | 43 − 55 | −12 | 36 |                                         |
| 13 | Абха        | 30 | 10 | 6  | 14 | 42 − 50 | −8  | 36 |                                         |
| 14 | Аль-Кадисия | 30 | 8  | 11 | 11 | 41 − 47 | −6  | 35 | Вылет в Первый дивизион 2021/22         |
| 15 | Аль-Вахда   | 30 | 9  | 5  | 16 | 40 − 60 | −20 | 32 | Вылет в Первый дивизион 2021/22         |
| 16 | Аль-Аин     | 30 | 5  | 5  | 20 | 34 − 64 | −30 | 20 | Вылет в Первый дивизион 2021/22         |

И — игры, В — выигрыши, Н — ничьи, П — проигрыши, Мячи — забитые и пропущенные голы, ± — разница голов, О — очки